# Бёслебен-Вюллерслебен
Бёслебен-Вюллерслебен (нем. Bösleben-Wüllersleben) — община в Германии, в земле Тюрингия.
Входит в состав района Ильм. Подчиняется управлению Рихгаймер Берг. Население составляет 625 человек (на 31 декабря 2010 года). Занимает площадь 16,10 км².
Коммуна подразделяется на 2 сельских округа.

## Галерея

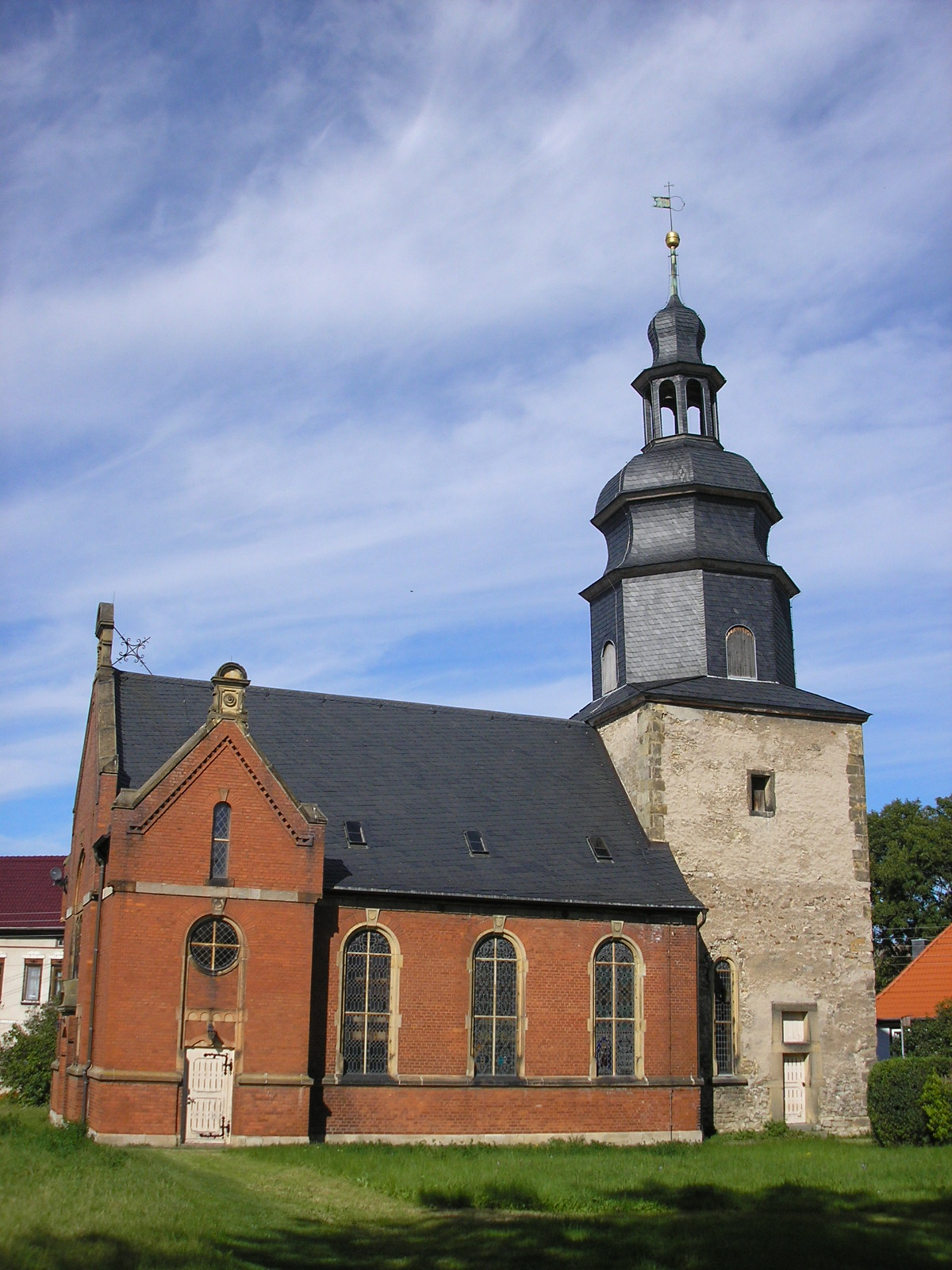
Церковь
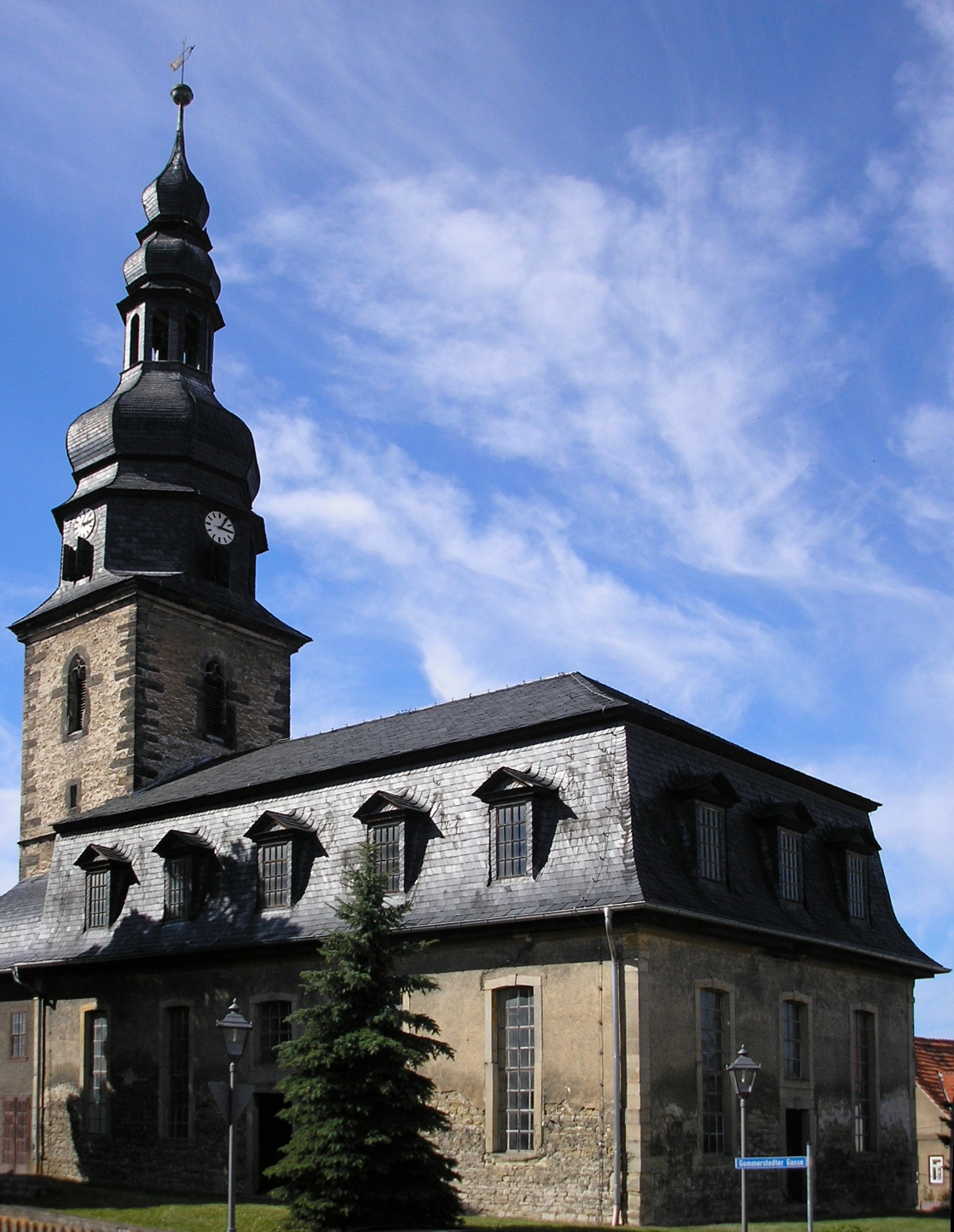
Церковь